# Cyclophora subpunctaria
Cyclophora subpunctaria är en fjärilsart som beskrevs av Herrich-Schäffer 1848. Cyclophora subpunctaria ingår i släktet Cyclophora och familjen mätare. Inga underarter finns listade i Catalogue of Life.